# کینگستون (نیومکزیکو)
کینگستن (به انگلیسی: Kingston) یک منطقهٔ مسکونی در ایالات متحده آمریکا است که در نیومکزیکو واقع شده‌است. کینگستن ۳۲ نفر جمعیت دارد و ۱٬۸۹۷٫۱ متر بالاتر از سطح دریا واقع شده‌است.